# 塞瓦科

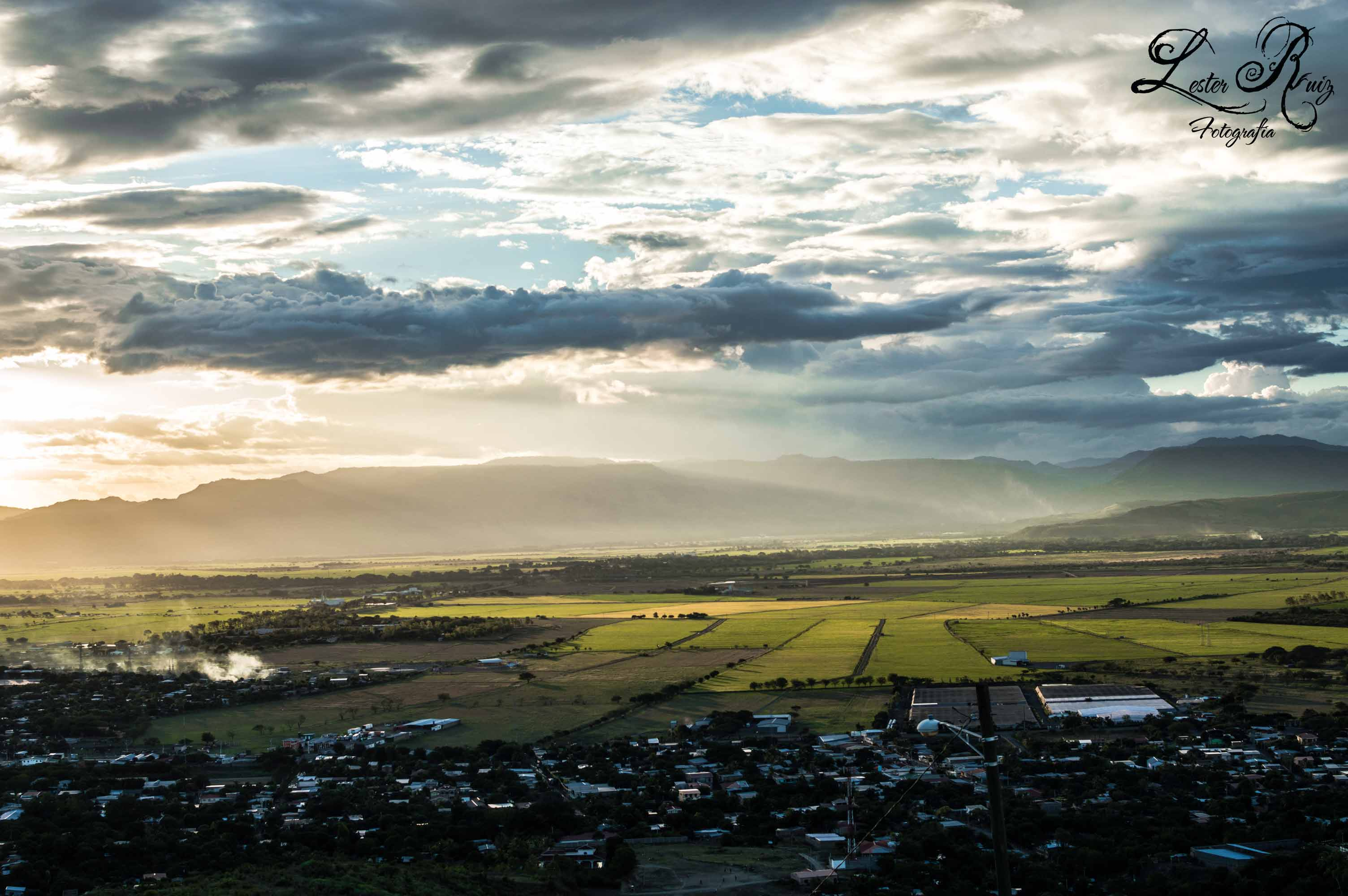
塞瓦科

塞瓦科（西班牙語：Sébaco），是尼加拉瓜的城鎮，位於該國中部，由馬塔加爾帕省負責管轄，始建於1525年10月，面積290平方公里，海拔高度476米，2005年人口32,221，人口密度每平方公里111.11人。

## 友好城市
- 法國 沃昂沃兰